# Langtoft (East Riding of Yorkshire)
Langtoft – wieś w Anglii, w hrabstwie East Riding of Yorkshire. Leży 39 km na północ od miasta Hull i 288 km na północ od Londynu. W 2001 miejscowość liczyła 457 mieszkańców.